# Supercoppa di Spagna 2016 (hockey su pista)
La Supercoppa di Spagna 2016 è stata la 13ª edizione dell'omonima competizione spagnola di hockey su pista. Il torneo ha avuto luogo dal 17 al 18 settembre 2016. A conquistare il titolo è stato il Liceo La Coruña per la prima volta nella sua storia superando in finale il Reus Deportiu.

## Squadre partecipanti
| Club            | Qualificazione                                        | Partecipazioni precedenti (il grassetto indica la vittoria)            |
| --------------- | ----------------------------------------------------- | ---------------------------------------------------------------------- |
| Barcellona      | Vincitore dell'Ok Liga e vincitore della Coppa del Re | 2004, 2005, 2006, 2007, 2008, 2009, 2010, 2011, 2012, 2013, 2014, 2015 |
| Liceo La Coruña | 3º posto in Ok Liga                                   | 2004, 2013, 2014, 2015                                                 |
| Reus Deportiu   | Squadra ospitante                                     | 2006, 2007, 2011, 2013, 2014                                           |
| Vic             | 2º posto in Ok Liga e finalista della Coppa del Re    | 2005, 2009, 2010, 2015                                                 |

## Risultati

### Semifinali
| Reus 17 settembre 2016 | Vic | 2 – 4 referto | Liceo La Coruña | Pavelló Olímpic de Reus |

| Reus 17 settembre 2016 | Barcellona | 2 – 3 referto | Reus Deportiu | Pavelló Olímpic de Reus |

### Finale
| Reus 18 settembre 2016 | Reus Deportiu | 1 – 2 referto | Liceo La Coruña | Pavelló Olímpic de Reus |